# سامروك-إنرجي
شركة سامروك للطاقة هي شركة مملوكة للدولة في كازاخستان تعمل في قطاع الطاقة الكهربائية . الشركة متكاملة رأسياً ، حيث تشمل أعمالها تعدين الفحم وتوليد الطاقة ونقلها وتوزيعها . 

## تاريخ الشركة
تأسست الشركة في عام 2007. وهي شركة تابعة مملوكة بالكامل لشركة سامروك كازينا ، صندوق الثروة السيادية في كازاخستان.  تأسست الشركة بهدف تحديث قطاع الطاقة في كازاخستان. ويركز على تقليل مخاطر الصرف الأجنبي ، وتحسين الكفاءة التشغيلية ، وتحديد فرص الطاقة المتجددة .  
في عام 2013، حصلت الشركة على قرض بقيمة 14.2 مليار روبية (94 مليون دولار أمريكي) من البنك الأوراسي للتنمية لتمويل بناء أول مزرعة رياح واسعة النطاق في كازاخستان.  وفي عام 2016، حصلت على قرض يعادل 100 مليون يورو بالعملة المحلية من البنك الأوروبي لإعادة الإعمار والتنمية . 
في مارس 2019، أصبحت شركة سامروك للطاقة أول شريك تجاري للبنك الأوروبي لإعادة الإعمار والتنمية يوقع على مبادئ تمكين المرأة التابعة للأمم المتحدة (WEPs) كجزء من مبادرة تكافؤ الفرص التابعة للبنك الأوروبي لإعادة الإعمار والتنمية.  شركة فحم بوجاتير ، التابعة لشركة سامروك للطاقة، هي أكبر شركة لتعدين الفحم في كازاخستان. 

### الاستدامة
وفي عام 2022، أجرت دراسات جدوى أولية لمشاريع الطاقة المتجددة بإجمالي قدرة 558.2 ميجاوات، لتقترب من هدفها البالغ 850.0 ميجاوات بنسبة تقدم 65.7٪.  في عام 2023، حصلت على تمويل لتحديث محطة طاقة في ألماتي، والانتقال من منشأة تعمل بالفحم إلى محطة توربينات غازية منخفضة الانبعاثات لتعزيز الاستدامة وتقليل انبعاثات الغازات المسببة للاحتباس الحراري.  

## العمليات
تتمتع الشركة بمجموعة متنوعة من محطات الطاقة، بما في ذلك محطات الطاقة الكهرومائية والطاقة الحرارية، فضلاً عن عمليات تعدين الفحم.  كما تقوم شركة سامروك إينرجي أيضًا بتشغيل أصول تعدين الفحم لتأمين إمدادات الوقود لتوليد الطاقة الحرارية. في عام 2021، أنتجت الشركة 35,609 جيجاوات في الساعة (جيجاواط في الساعة) من الكهرباء، وهي زيادة كبيرة مقارنة بـ 27,760 جيجاوات في الساعة في عام 2017. 

## تمويل
ارتفعت أرباح الشركة قبل الفوائد والضرائب والاستهلاك والإطفاء (EBITDA) من 86.3 مليار تيرا نيرا في عام 2020 إلى 114.7 مليار تيرا نيرا في عام 2021. كما تحسنت نسبة الدين إلى الأرباح قبل الفوائد والضرائب والإهلاك والاستهلاك، حيث انخفضت من 3.2 مرة في عام 2018 إلى 2.6 مرة في عام 2021، مما يشير إلى قدرة أقوى على خدمة التزامات الديون. وقد نجحت في إدارة محفظة ديونها، حيث خفضت سعر الفائدة الإجمالي من 12.6% في عام 2018 إلى 10.7% في عام 2021. 
وارتفعت إيرادات الشركة الإجمالية من 219.9 مليار تيرا في عام 2017 إلى 332.5 مليار تيرا في عام 2021، مدفوعة بزيادة الإنتاج والتعرفة. حصلت الشركة على قرض تمويلي بقيمة 120 مليون دولار من البنك الآسيوي للتنمية في عام 2017 لمشروع إعادة الهيكلة والتحول. 

## تصنيف
أكدت وكالة فيتش للتصنيف الائتماني تصنيف شركة سامروك للطاقة عند مستوى بي بي+ مع نظرة مستقبلية مستقرة في نوفمبر 2022، مشيرة إلى تحسن الوضع المالي وخفض الديون. 

## أنظر أيضاً
- سامروك-كازينا
- الطاقة في كازاخستان